# Poljak Wlassowetz
Poljak Wlassowetz (* 1986 bei Nürnberg) ist ein deutscher Schriftsteller, Verleger und Politologe.

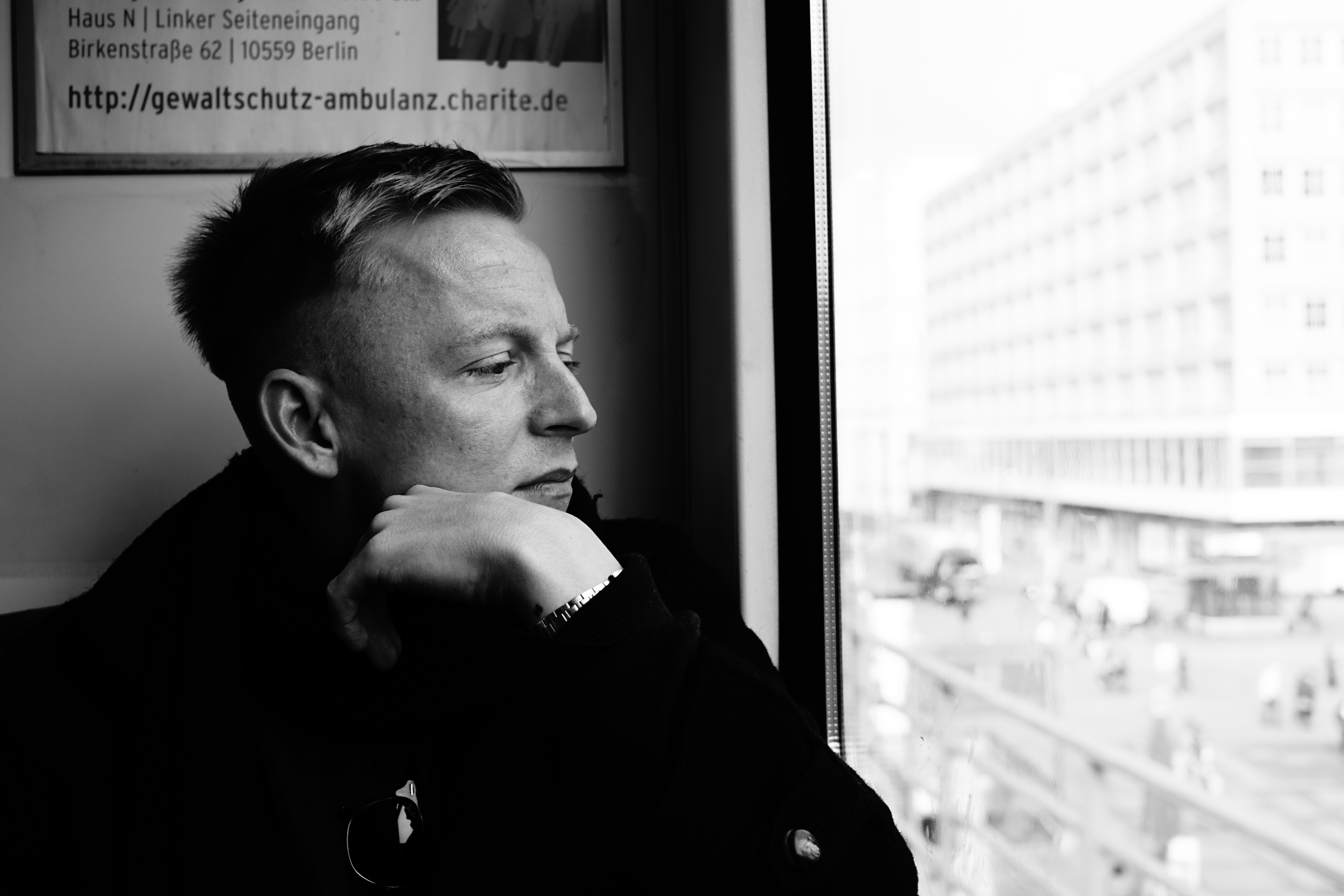
Poljak Wlassowetz in Berlin.

## Leben
Poljak Wlassowetz studierte in Darmstadt Germanistik und Politikwissenschaften und Deutsche Literatur an der Humboldt-Universität zu Berlin. Nach seinem Abschluss arbeitete er als Texter, als Moderator bei JazzRadio Berlin, bei verschiedenen Nichtregierungsorganisationen und Sozialträgern im Bereich Flucht und Migration und widmete sich zunehmend dem Schreiben. Zahlreiche Reisen haben ihn rund um die Welt geführt. Er lebt seit 2013 vorwiegend in Berlin und arbeitet als freier Autor und Verleger.

## Werk
Sein Debütroman Mirovia erschien 2014 im Leipziger Open House Verlag. Der Roman schildert die fiktionalisierte Tauchfahrt des Schweizer Ozeanographen Jacques Piccard, der am 23. Januar 1960 mit dem Tauchboot Trieste in den Marianengraben hinabstieg, sowie eine toxische Dreiecksbeziehung zwischen den Romanfiguren Buono, Sara Cocytus und dem Ozeanographen Don Walsh. Die Ereignisse sind zwischen Süditalien, Kalifornien und Guam verortet. Laut Jürgen Seefeld „ist dem Berliner Autor mit dem Debütwerk ein sehr lesenswerter moderner Wissenschafts- und Abenteuerroman auch mit literarischem Tiefgang gelungen.“ Mirovia wurde 2017 vom Hamburger Filmautor und Kurzfilmregisseur Erik Zühlsdorf unter dem gleichnamigen Titel verfilmt und auf zahlreichen Festivals gezeigt. In den Hauptrollen waren Nils Schulz, Lilly Schell, John Wesley Zielmann und Michael Fritz Schumacher zu sehen.
Poljak Wlassowetz´ zweiter Roman Litiotopia wurde 2021 im Kopf & Kragen Literaturverlag veröffentlicht. Litiotopia ist eine existenzielle und psychedelische Reise durch das seit Jahrhunderten ausgebeutete Bolivien, dessen Mythen und das neokolonialistische Ringen, um das im bolivianischen Salar de Uyuni lagernde Leichtmetall Lithium. Im Mittelpunkt des 2029 angesiedelten Romans steht die Berliner Industriellenfamilie Federmann, die seit Generationen geschäftliche Beziehungen nach Bolivien pflegt und sich die dortigen Lithiumvorkommen sichern will. Der dystopische und multiperspektivisch erzählte Roman, in dem Realität sowie Traum- und Rauschzustände changieren, führt bis in die Conquista und ins Inkareich zurück. Der Roman setzt sich zudem mit dem andinen Gesellschaftskonzept Buen vivir (Sumak kawsay) und dem 2019 stattgefundenen Putsch gegen den damaligen bolivianischen Präsidenten Evo Morales auseinander. Während der Entstehung des Romans verbrachte Poljak Wlassowetz rund 1,5 Jahre in Lateinamerika – u. a. in Bolivien, Peru, Kolumbien, Argentinien, Uruguay, Kuba, Mexiko und Costa Rica. Litiotopia wurde vom Schriftsteller und Chefredakteur des Podcasts Literatur Radio Hörbahn Uwe Kullnick als „spannender“ und „ungewöhnlicher“ Roman beschrieben.
Parallel dazu erschien 2021 das Manifest für ein gutes Leben, das von der im Roman Litiotopia in Erscheinung tretenden, revolutionären Bewegung 3. Juli handelt und bei Deutschlandfunk Kultur als „ein Geniestreich verlegerischer Freiheit“ bezeichnet wurde. In Form von 62 Anregungen ruft Poljak Wlassowetz darin zu einem neuen Miteinander auf und appelliert an das kollektive Wesen des Menschen. Im Rahmen der im Herbst 2022 veröffentlichten multimedialen Anthologie U8 Untergrundminiaturen ist seine Erzählung Im Tunnelblick erschienen. Drei in der Anthologie über QR-Codes abrufbare Videos stammen ebenfalls von Poljak Wlassowetz, der auch mit Video und Sound experimentiert. 2024 folgte seine Erzählung Ghetto-Ost 1 in der vom Kopf & Kragen Verlag herausgegebenen Anthologie U0 Untergrundminiaturen.
Poljak Wlassowetz hat auf den Buchmessen in Frankfurt am Main und Leipzig gelesen, verschiedene Performancekonzepte entwickelt und deutschlandweit realisiert u. a. mit den Künstlern und Musikern Cris Koch und S.X.Y.Z. sowie der Schauspielerin Roxana Safarabadi. Seit Oktober 2022 kuratiert er die Reihe Literatur & Kunst, Kritik & Visionen – ein kontinuierliches Format für literarische, künstlerische und kritische Positionen.
Unter seinem Klarnamen René Koch ist er als Verleger, Lektor und Herausgeber im Kopf & Kragen Literaturverlag tätig. Er hat dort 2023 u. a. den Roman Frau des Himmels und der Stürme des französischen Schriftstellers Wilfried N’Sondé (im französischen Original: Femme du ciel et des tempêtes, Actes Sud, 2021; in der Übersetzung von Brigitte Große) und das illustrierte Parteiprogramm der AIPD von Ruben August Fischer herausgegeben. 2024 folgte die Novelle Wrackmente des Philosophen und Soziologen Lukas Meisner.
2014 wurde im ehemaligen Neuköllner Underground-Technoclub Kultstätte Keller Poljak Wlassowetz' Ausstellung Mirovia in abstrakten Exzerpten gezeigt. 2017 folgte im Nürnberger Kunstverein Borgo Ensemble für Kunst und Freundschaft seine Textausstellung In einem Monat bin ich fertig. 2023 präsentierte er in der Galerie Walden Kunstausstellungen in Berlin die Text- und Soundinstallation Manifest für ein gutes Leben.

## Veröffentlichungen
- Mirovia. Roman. Open House Verlag, Leipzig 2014, ISBN 978-3-944122-10-6.
- Litiotopia. Roman. Kopf & Kragen Literaturverlag, Berlin 2021, ISBN 978-3-949729-02-7.
- Manifest für ein gutes Leben – Bewegung 3. Juli. Kopf & Kragen Verlag, Berlin 2021, ISBN 978-3-949729-04-1.
- U8 Untergrundminiaturen. Multimediale Anthologie mit dem Text Im Tunnelblick. Kopf & Kragen Verlag, Berlin 2022, ISBN 978-3-949729-08-9.
- U0 Untergrundminiaturen. Multimediale Anthologie mit dem Text Ghetto-Ost 1. Kopf & Kragen Verlag, Berlin 2024 ISBN 978-3-949729-13-3
- als Hrsg. Nōtan – Monotype Manga. Assoziativer Manga von Christian Weber. Kopf & Kragen Verlag, Berlin 2021, ISBN 978-3-949729-06-5.
- als Hrsg. U8 Untergrundminiaturen. Multimediale Anthologie. Kopf & Kragen Verlag, Berlin 2022, ISBN 978-3-949729-08-9.
- als Hrsg. Freiheit durch Unterwerfung – Parteiprogramm der AIPD. Von Ruben August Fischer. Kopf & Kragen Verlag, Berlin 2023, ISBN 978-3-949729-12-6.
- als Hrsg. Frau des Himmels und der Stürme. Roman von Wilfried N’Sondé. Kopf & Kragen Verlag, 2023, ISBN 978-3-949729-10-2.
- als Hrsg. U0 Untergrundminiaturen. Multimediale Anthologie. Kopf & Kragen Verlag, Berlin 2024, ISBN 978-3-949729-13-3
- als Hrsg. Wrackmente. Novelle von Lukas Meisner, Kopf & Kragen Verlag 2024, ISBN 978-3-949729-15-7